# Michael Raml

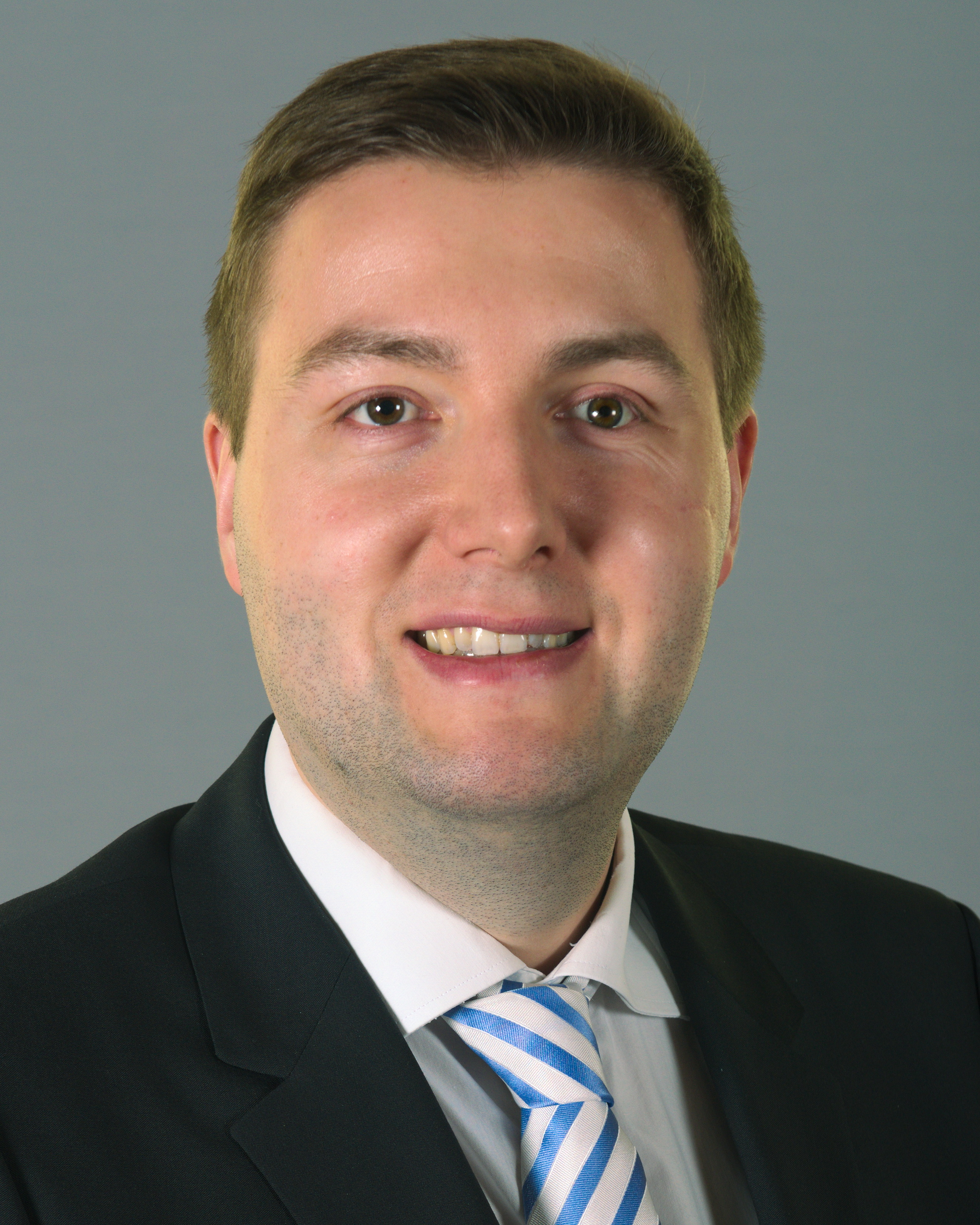
Michael Raml (2017)

Michael Raml (* 2. August 1987 in Linz) ist ein österreichischer Politiker (FPÖ). Raml war von Oktober 2015 bis März 2019 aus dem Bundesland Oberösterreich entsandtes Mitglied des österreichischen Bundesrates und ist aktuell Stadtrat der Stadt Linz.

## Lebenslauf
Nach seiner Ausbildung an der Volksschule 49 in Linz besuchte er ebendort das Georg-von-Peuerbach-Gymnasium. Anschließend studierte Raml von 2005 bis 2013 Rechtswissenschaften an der Linzer Johannes Kepler Universität. 2013 erfolgte die Sponsion zum Magister der Rechtswissenschaften (Mag.iur.). 2017 promovierte er zum Doktor der Rechtswissenschaften (Dr. iur.). Seit 2013 ist Michael Raml als Universitätsassistent in der Abteilung für Umweltverwaltungs- und Anlagenrecht am Institut für Verwaltungsrecht und Verwaltungslehre der Universität Linz tätig.
Raml ist Alter Herr der pennal-conservativen Verbindung Ostmark zu Linz im ÖPR sowie der Akademischen Burschenschaft Arminia-Czernowitz zu Linz in der Deutschen Burschenschaft. Weiters war er Vertreter des Landesdelegiertenconventes der pennalen und fachstudentischen Korporationen Oberösterreichs im Landesjugendbeirat der oberösterreichischen Landesregierung. Während seiner Schulzeit erhielt Raml von einem Lehrer den Spitznamen „Reichsraml“. Dieser sei, so Raml, vom Lehrer, mit dem er Kontroversen hatte, „ironisch“ gemeint gewesen. Der Spitzname wurde auch von Raml selbst, u. a. in sozialen Medien verwendet.

## Politischer Werdegang
Raml trat im Jahr 2003 der FPÖ-Ortsgruppe Urfahr-Ost in Linz bei. Im Jahr 2005 wurde er zum stellvertretenden Ortsparteiobmann gewählt, im Jahr 2007 schließlich zum Ortsparteiobmann. Mit 20 Jahren war Raml zu diesem Zeitpunkt der jüngste Obmann, der bisher eine Linzer FPÖ-Ortsgruppe geleitet hatte, zudem übte er das Amt des Bezirksparteiobmannstellvertreters aus.
Österreichweit war Michael Raml als Bundesobmannstellvertreter des Ringes Freiheitlicher Studenten (RFS) tätig, dessen Vorsitz er in Oberösterreich innehatte. Aktuell ist Raml Landesobmann im Ring Freiheitlicher Jugend Oberösterreich sowie geschäftsführender Bundesobmann im Ring Freiheitlicher Jugend Österreich.
Zwischen 2009 und 2015 war er Mitglied des Gemeinderates der Landeshauptstadt Linz. Nach der Landtagswahl in Oberösterreich 2015, bei der die FPÖ starke Zugewinne verzeichnen konnte, wurde Michael Raml vom neu gewählten Oberösterreichischen Landtag mit 23. Oktober 2015 in den Bundesrat nach Wien entsandt. 2016 machte er sich für den Erhalt der österreichischen Vereinskultur stark und nahm auch an der überparteilichen Pressekonferenz von Rettet die Vereinsfeste teil. Im Sommer desselben Jahres gab die rot-schwarze Bundesregierung dem steigenden Druck zahlreicher Vereinsvertreter schließlich nach und beschloss eine Gesetzesänderung.
Aufsehen erregte Raml als Spitzenkandidat des Ringes Freiheitlicher Studenten an der Linzer Johannes-Kepler-Universität. Angesprochen auf Passagen der RFS-Homepage, wonach es die „wichtigste Aufgabe der Frau“ sei, Kinder zu gebären, antwortete Raml: „Unser Volk stirbt ohne Nachwuchs bei der Zuwanderung.“ Auf den Vorhalt, das sei „NS-Diktion“, antwortete Raml: „Bitte, nicht alles, was damals war, war falsch. Bitte, die voest war doch nicht schlecht. Soll die voest deswegen abgerissen werden?“.
Mit 7. März 2019 schied Detlef Wimmer aus der Linzer Stadtregierung aus, Michael Raml rückte für Markus Hein als Linzer Stadtrat nach. Er übernahm als Stadtrat die Agenden für Sicherheit, Gesundheit, Finanzen und Städtekontakte in Österreichs drittgrößter Stadt. Das Bundesratsmandat von Raml übernahm Michael Schilchegger. Nach dem Rücktritt von Markus Hein als Linzer Vizebürgermeister im Oktober 2021 wurde Raml dessen Nachfolger.